# Vápenný Podol
Vápenný Podol là một làng thuộc huyện Chrudim, vùng Pardubický, Cộng hòa Séc.